# 国吉真吉
国吉 真吉（くによし しんきち、1848年 - 1926年）は、琉球王国時代から明治期にかけて活躍した沖縄県の武術家。

## 概要
国吉真吉（琉球方言で、クニシ シンキチ）は、1848年、父・国吉真善、母・マチの長男として那覇・久茂地村に生まれた。あだ名は、のちに名護間切（現・名護市）に転居した事から“久茂地の山原国吉（やんばる・くにし、やんばるは名護など国頭郡の俗称）” と呼ばれた。因みに、廃藩置県以前の沖縄本島には「山原」という名字（家名）は存在しないので、これは山原国吉（やまはら・くにきち）という姓名ではない。他に“国吉のタンメー”、“武士国吉”とも呼ばれた。国吉家は、査姓国吉親雲上真元を元祖とし、その七世国吉筑登之親雲上五男真一を系祖として分かれた琉球士族であったとされる。
国吉真吉について述べた戦前の文献は殆ど存在しないが、本部朝基が1936年（昭和11年）那覇で開催された座談会で、自分が師事した武術家の一人として松村宗棍、佐久間親雲上、松茂良興作、糸洲安恒ら大家とともに国吉真吉の名を挙げているので、当時としては相当著名な武術家であったようである。
国吉は鉄拳で有名で堅く踏みしめられたシナジーと呼ばれる砂地の地面を突いてめり込ませたなどの逸話がある。また、ハーリーでは久米村と久茂地村が対決した際、あわや大乱闘となりかけたが国吉の活躍でその場が収まったという。
国吉の師匠は判然としないが、一説には湧田の崎山筑登之親雲上喜徳とする文献もある。崎山は中国武術家・アソンに師事した「泉崎の崎山」（那覇手）の事で、弟子には他に豊見城親方がいた。中村茂によれば、国吉はニーセーシ（一般には新垣派の型とされる）を伝授したとされるので、東恩納寛量以前の那覇手を習得していた可能性は考えられる。
国吉の技は、弟子の古堅宗貞の系統が国吉流として現在も伝えられている。国吉流は宗貞の息子達に伝えられたが、その一人である古堅宗隆は上地完英より上地流も学び、上地流と国吉流の両方を伝えた。このため、古堅宗隆の系統では現在も上地流と国吉流の両流を伝えている。また、宗貞の別の息子の古堅宗哲は、兼島信栄より石嶺流も学び古堅流を開いた。古堅流には国吉が残した型も伝えられている。
この他、60歳頃の名護へ転居後に指導した中村茂（沖縄拳法創始者）もいる。ただし中村茂は、国吉以外にも糸洲安恒、本部朝基、喜屋武朝徳ら複数の師匠に師事・交流している。実際、中村が開いた沖縄拳法で伝承されている他の型の大半は首里手・泊手の系統であり、正確な分類は困難である。ただ、沖縄拳法で中村茂より、国吉が残した型の一つである「飛びピンアン」を指導された者はいる。
子孫の話によると、国吉は山原地方で薪商を営んでいたという。1926年、78歳で死去した。